# 1052
Високе Середньовіччя  •  Золота доба ісламу  •  Реконкіста  •  Київська Русь

## Геополітична ситуація
Візантію очолює Костянтин IX Мономах. Генріх III править Священною Римською імперією, а Генріх I є королем Західного Франкського королівства.
Апеннінський півострів розділений між численними державами: північ належить Священній Римській імперії, середню частину займає Папська область, на південь від Римської області лежать невеликі незалежні герцогства, південна частина півострова належить частково Візантії, а частково окупована норманами. Південь Піренейського півострова займають численні емірати, що утворилися після розпаду Кордовського халіфату. Північну частину півострова займають християнські Кастилія, Леон (Астурія, Галісія), Наварра, Арагон та Барселона. Едвард Сповідник править Англією, Гаральд III Суворий є королем Норвегії, а Свейн II Данський — Данії.
У Київській Русі княжить Ярослав Мудрий. Королем Польщі є Казимир I Відновитель. У Хорватії править Степан I. На чолі королівства Угорщина стоїть Андраш I.
Аббасидський халіфат очолює аль-Каїм, в Єгипті владу утримують Фатіміди, в Магрибі — Зіріди, почалося піднесення Альморавідів, в Середній Азії правлять Караханіди, Хорасан окупували сельджуки, а Газневіди захопили частину Індії. У Китаї продовжується правління династії Сун. Значними державами Індії є Пала, Чола. В Японії триває період Хей'ан.

## Події
- Константинопольський патріарх Михайло Кіруларій звелів закрити всі храми латинського обряду в імперії. Почалася криза, що закінчилася 1054 року розколом християнської церкви.
- Безуспішний похід німців на Угорщину.
- Вигнаний з Англії ерл Вессексу Годвін повернувся в країну. Англійський король Едуард Сповідник змушений примиритися з ним. Вітенагемот постановив прогнати нормандських радників короля.
- Папа римський Лев IX та візантійський катепан сформували союз проти норманів, які захопили значні землі на півдні Італії.
- Арабські бедуїни завдали поразки Зірідам й заволоділи Магрибом.
- Буїдський емір ал-Умара Хосров Фіруз відбив натиск сельджуків.